# Carl Vogel (Mediziner)

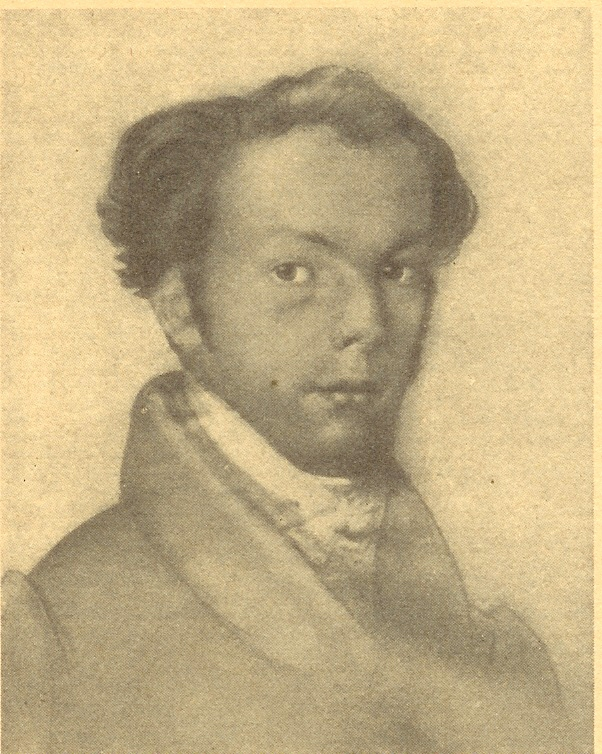
Carl Vogel, Kreidezeichnung von Johann Joseph Schmeller 1826

Carl Vogel, auch Karl Vogel (* 21. April 1798 in Dessau; † 27. April 1864 in Weimar) war ein deutscher Arzt, der als geheimer Hofrat und herzoglicher Leibarzt in Weimar tätig war.

## Leben
Vogel stammte aus Dessau. Von der Schulbank weg nahm er als Freiwilliger an den Befreiungskriegen teil. Nach dem Abitur begann er am 26. Oktober 1816 in Halle (Saale) ein Medizinstudium. Im Frühjahr 1819 legte Vogel die Examina ab. Die Promotion folgte in Halle am 1. Mai 1819. Nach einer erfolgreichen Niederlassung in Liegnitz erhielt Carl Vogel im Juli 1826 den Ruf als Hofmediziner und Rat des Großherzogs Carl August nach Weimar. 1827 erhielt Carl Vogel den Titel des Leibarztes. Nach dem Tod Carl Augusts wurde Vogel auch der Leibarzt dessen Nachfolgers Carl Friedrich. Ab 1826 betreute Carl Vogel hausärztlich auch Johann Wolfgang von Goethe bis zu dessen Tod 1832. Goethe äußerte sich mehrfach anerkennend über Vogel: „Dr. Vogel ist klar, offen und heiter, sein Handwerk versteht er, und so wird alles gut gehen!“ So schrieb Johann Peter Eckermann in seinen Gesprächen mit Goethe auf aus einem langen Gespräch mit diesem vom 24. Januar 1830: „Goethe sprach darauf über seine Gesundheit und pries sich glücklich, sich fortwährend vollkommen wohl zu befinden. ‚Daß ich mich jetzt so gut halte,‘ sagte er, ‚verdanke ich Vogel; ohne ihn wäre ich längst abgefahren. Vogel ist zum Arzt wie geboren und überhaupt einer der genialsten Menschen, die mir je vorgekommen sind. Doch wollen wir nicht sagen, wie gut er ist, damit er uns nicht genommen werde.‘“
Carl Vogel unterstützte als Gehilfe Goethe bei der Verwaltung der weimarschen Anstalten für Kunst und Wissenschaft und der Universität Jena. Carl Vogel veröffentlichte 1833 in Hufelands Zeitschrift „Journal der praktischen Heilkunst“ einen längeren Aufsatz über die Krankengeschichte Goethes, der Hufeland eine persönliche Nachschrift zufügte. Goethes letzte Worte „Mehr Licht“ werden in dieser Veröffentlichung erstmals zitiert, wenn auch Carl Vogel im Augenblick des Todes von Goethe nicht im Sterbezimmer anwesend war. 1835 wurde Vogel der Titel eines geheimen Hofrates verliehen. Carl Vogel hatte als oberster Medizinalbeamter die Aufsicht über das Medizinalwesen des Herzogtums. Er wurde Mitglied zahlreicher in- und ausländischer Fachgesellschaften und stand der Witwen- und Waisenkasse der Ärzteschaft des Herzogtums vor. Bis zu seinem Tod veröffentlichte Vogel medizinische Fachliteratur und weitere Texte zu Goethe. Zuletzt gab er 1863 den Briefwechsel Goethes mit Herzog Carl August heraus. Hofrath Carl Vogel starb am 27. April 1864 in Weimar an einem Schlaganfall.
Von Carl Vogel ist lediglich eine Porträtzeichnung erhalten. Es handelt sich um eine Kreidezeichnung, die von Goethe 1826 bei Johann Joseph Schmeller in Auftrag gegeben wurde.

## Schriften
- Grundlehren der ärztlichen Praxis in ihrem gesammten Umfange, Jena, Friedrich Frommann, 1832.
- Die letzte Krankheit Goethe’s, beschrieben und nebst einigen andern Bemerkungen über denselben mitgetheilt von Dr. Carl Vogel, Großherzogl. Sächsischem Hofrathe und Leibarzte zu Weimar,  Nebst einer Nachschrift von C. W. Hufeland in: Journal der praktischen Heilkunde. Hrsg. von Christoph Wilhelm Hufeland, Jahrgang 1833, S. 3–33. (Digitalisat Faksimile, Digitalisat in Textform).
- Goethe in amtlichen Verhältnissen, Jena, Friedrich Frommann, 1834.
- Das staatsärztliche Verfahren für Aerzte, Chirurgen, Apotheker, Thierärzte und für Rechtsgelehrte, theoretisch und practisch dargestellt; nebst einem Anhange, Formularien zu staatsärztlichen Geschäftsschriften enthaltend, Jena, Friedrich Frommann, 1836.
- Ein merkwürdiger Fall von individuell tödtlicher Verletzung. Mitgetheilt von Dr. C.Vogel, Großh. Sächs. Hofr. und Leibarzt zu Weimar. In: Wochenschrift für die gesammte Heilkunde 1834/36, Berlin, August Hirschwald, 1836, S. 569–584.
- Die Grossh. Sächsische Pensions- und Unterstützungsanstalt für Wittwen und Waisen von Medicinalpersonen. Mitgetheilt von Dr. Vogel, Geh. Hofrathe und Leibarzte zu Weimar, Dir. der genannten Anstalt. In: Wochenschrift für die gesammte Heilkunde 1840/20, Berlin, August Hirschwald, 1840, S. 313–328.
- Die medicinische Polizeiwissenschaft, theoretisch und practisch dargestellt, etc. Jena, 1853.
- Geschichtsbilder, Leipzig, J.D. Hinrichs’schen Buchhandlung, 1854.
- Briefwechsel des Grossherzogs Carl August von Sachsen-Weimar-Eisenach mit Goethe in den Jahren von 1775 bis 1828, Hrsg. von Carl Vogel, Weimar, 1863.